# Jan Pieterszoon Sweelinck
Jan Pieterszoon Sweelinck (Deventer, maio de 1562 – Amsterdã, 16 de outubro de 1621) foi um compositor, organista e pedagogo neerlandês.
Foi um compositor holandês, organista e pedagogo cujo trabalho remonta ao final da renascença e início da era barroca. Foi um dos primeiros compositores de teclado mais importantes da Europa, e o seu trabalho como professor ajudou a criar a tradição de órgãos do norte da Alemanha.
Ao lado um dos dois retratos sobreviventes de Sweelinck, de 1606, atribuído a Gerrit Pietersz Sweelink, irmão do compositor.

## Biografia
Sweelinck nasceu em Deventer, Holanda, em abril ou maio de 1562. Era o filho mais velho do organista Pedro (Pieter) Swybbertszoon e de Elske Jansdochter Sweeling, filha de um cirurgião. Logo após o nascimento de Sweelinck, a família se mudou para Amsterdão onde, cerca de 1564, Pieter Swybbertszoon atuou como organista da Oude Kerk (o avô paterno de Sweelinck e seu tio também foram organistas). Jan Pieterszoon deve ter recebido as primeiras lições de música de seu pai. Infelizmente, seu pai morreu em 1573 e, em seguida, ele recebeu educação geral de Jacob Buyck, pastor católico da Oude Kerk (estas aulas pararam em 1578 após o advento da Reforma em Amesterdão e subseqüente conversão ao calvinismo; Buyck optou por deixar a cidade). Pouco se sabe sobre sua educação musical após a morte de seu pai. Entre seus professores de música pode ser incluído Jan Willemszoon, um contratenor pouco conhecido e jogador em Haarlem, e Cornelis Boskoop, sucessor do pai de Sweelinck na Oude Kerk.
Se Sweelinck de fato estudou em Haarlem, foi provavelmente influenciado em algum grau pelos organistas de St. Bavokerk, entre eles Albrechtszoon Claas van Wieringen e Van Floris Adrichem, ambos os quais improvisaram diariamente na Bavokerk.
De acordo com Cornelis Plemp, um aluno e amigo de Sweelinck, ele começou sua carreira de 44 anos como organista da Oude Kerk, em 1577, quando  tinha apenas 15 anos. Esta data, porém, é incerta, porque os registros da igreja de 1577-80 foram perdidos e o registro de Sweelinck na Oude Kerk só podem ser encontradas de 1580 em diante, posto este que ocupou para o resto de sua vida.
A mãe de Sweelinck morreu em 1585, e Jan Pieterszoon assumiu a responsabilidade sobre seu irmão mais novo e a irmã. Seu salário de 100 florins foi duplicada no ano seguinte, provavelmente para ajudar nesta matéria. Além disso, foi oferecido um adicional de 100 florins, após seu casamento, que se deu em 1590 com Claesgen Dircxdochter Puyner, de Medemblik. Também foi oferecido ao mesmo a escolha entre mais 100 florins e acomodações livres em uma casa pertencente à cidade, o último dos quais ele escolheu.

## Atividades
O compositor, muito provavelmente, passou sua vida inteira em Amesterdão, saindo apenas ocasionalmente em visita a outras cidades próximas em conexão com suas atividades profissionais. Foi-lhe pedido para inspecionar órgãos, dar opiniões e conselhos sobre a construção de órgãos e sua restauração. Essas atividades resultaram em visitas curtas a Delft , Dordrecht (1614), Enkhuizen, Haarlem (1594), Harderwijk (1608), Middelburg (1603), Nijmegen (1605), Roterdão (1610), Rhenen (1616), bem como Deventer (1595, 1616) sua terra natal. A mais longa viagem Sweelinck foi para Antuérpia em 1604, quando ele foi comissionado pelas autoridades de Amesterdão, para comprar um cravo para a cidade. Apesar de não haver provas documentais afirma-se que Sweelinck visitou Veneza - talvez uma confusão com seu irmão, o pintor Gerrit Pietersz Sweelink - e da mesma forma não há nenhuma evidência de que ele alguma vez cruzou o Canal Inglês, embora cópias de sua música apareçam inclusas no Livro de Virginal de Fitzwilliam. Sua popularidade como compositor organista e professor aumentou de forma constante durante toda sua vida. Contemporâneos o apelidaram de “Orfeu de Amsterdão” e até mesmo as autoridades da cidade freqüentemente traziam visitantes importantes para ouvir as improvisações de Sweelinck ao órgão.
As atividades de Sweelinck em Amsterdão eram apenas de organista. Ao contrário do costume, ele não tocava o carrilhão ou o cravo em ocasiões formais, nem lhe era cobrado produzir composições regularmente. Serviços litúrgicos calvinistas não incluíam tipicamente o órgão tocado, devido à adoção do princípio regulador. O Princípio Regulador restringiu os elementos de culto para somente o que foi ordenado no Novo Testamento. No entanto, no Consistório de Dordrecht de 1598, organistas eram instruídos a tocar variações sobre as novas músicas do Saltério genebrino antes e após o serviço, para que as pessoas se familiarizassem com as novas canções. Visto que trabalhou para os magistrados protestantes pelo resto de sua vida, é provável que fosse um adepto do calvinismo. Na década de 1590 três dos seus filhos foram batizados na Oude Kerk. Seu trabalho permitia-lhe ensinar música e compor, o que viria a torná-lo amplamente conhecido.
Os alunos Sweelinck compunham o núcleo do qual viria a se formar a escola de órgão do norte da Alemanha, entre os quais: Jacob Praetorius II, Heinrich Scheidemann, Paul Siefert, Melchior Schildt e Samuel e Gottfried Scheidt. Alunos de Sweelinck eram vistos como músicos de referência, contra quem organistas eram avaliados. Sweelinck era conhecido na Alemanha como o "criador de organistas". Sociável e respeitado, ele tinha grande procura como professor. Seus alunos holandeses foram sem dúvida muitos, mas nenhum deles se tornou compositor de renome. Sweelinck, no entanto, influenciou o desenvolvimento da escola de órgão holandês, como se percebe nas obras de compositores posteriores tais como as de Anthoni van Noordt. Sweelinck, no decorrer de sua carreira, tinha criado música para as liturgias do catolicismo romano, calvinismo e o luteranismo. Era o compositor mais importante da rica "era de ouro" da música holandesa.

## Composições
Publicou pela primeira vez em 1592-1594 três volumes de canções, o último dos quais é o único volume que resta, publicado em 1594. Por razões incertas o compositor adotou o sobrenome de sua mãe (Sweelinck) que aparece pela primeira vez no título da página da publicação 1594.
Sweelinck, em seguida, definia as configurações de publicação de alguns Salmos, com o objetivo futuro de musicar o Saltério completo. Essas obras apareceram em quatro grandes volumes publicados em 1604, 1613, 1614 e 1621. O último volume foi publicado postumamente e, presumivelmente, em formato não revisado.

## Influência
A influência musical de Sweelinck se espalhou tão longe como na Suécia e Inglaterra, respectivamente por Andreas Düben e por compositores ingleses, como Peter Philips, que provavelmente conheceu Sweelinck em 1593. Sweelinck, e compositores holandeses em geral, tinham ligações evidentes para com a escola de inglesa de composição e a música de Sweelinck aparece no Livro Virginal de Fitzwilliam, que contém principalmente o trabalho de compositores ingleses. Ele escreveu variações sobre a Pavane “Lachrimae” de John Dowland famoso compositor inglês. John Bull, que provavelmente era um amigo pessoal de Sweelinck, escreveu um conjunto de variações sobre um tema musical de sua autoria, depois da morte do compositor holandês.

## Estilo musical
A obra de Sweelinck representa o mais alto grau de desenvolvimento da escola de teclado holandês e de fato representou um pináculo na complexidade contrapontística no requinte ao teclado, antes do alemão Johann Sebastian Bach. No entanto, ele também era um compositor hábil para vozes e compôs mais de 250 obras corais, entre elas chansons, madrigais, motetos e Salmos.
Algumas das inovações Sweelinck eram de importância musical profunda, incluindo a fuga, a qual ele foi o primeiro a escrever para órgão. Este estilo inicia apenas com uma linha melódica, acompanhada sucessivamente por outra, acrescentando textura e complexidade até um clímax final, uma ideia que foi aperfeiçoada no fim da era barroca de Bach (por exemplo a conhecida Tocata e Fuga em Ré menor de J.S.Bach). Muitas das obras Sweelinck para o teclado foram concebidos como estudos para seus alunos sendo ele o primeiro a usar o pedal do órgão como uma parte real da fuga.
Estilisticamente, a música de Sweelinck também reúne a riqueza, complexidade e sentido espacial dos venezianos Andrea e Giovanni Gabrieli, com quem ele estava familiarizado desde sua estada em Veneza, e as formas de ornamentação e íntimo dos compositores de teclado inglês. Em algumas de suas obras Sweelinck aparece como um compositor do estilo barroco, com a exceção de suas canções que mais se assemelham a tradição renascentista francesa. No desenvolvimento formal, especialmente no uso de contra-stretto e órgão ponto (pedal ponto), a sua música relembra Bach (que muito possivelmente era familiarizado com a música de Sweelinck.
Sweelinck era um mestre da improvisação, e adquiriu o título informal de "Orfeu de Amesterdão". Mais de 70 obras para teclado sobreviveram e muitas delas devem ser semelhantes às improvisações que os moradores de Amsterdão em 1600 eram acostumados a ouvir.
No curso de sua vida, Sweelinck envolveu-se com as liturgias musicais de três tipos de igrejas distintas: a  Católica Romana, a calvinista e a luterana, todas as quais se refletem em seu trabalho. Mesmo sua música vocal, que é mais conservadora do que a sua escrita para teclado, mostra uma notável complexidade rítmica e uma riqueza incomum de dispositivos de contraponto.

## Morte
Sweelinck morreu de causas desconhecidas em 16 de outubro de 1621 e foi sepultado na Oude Kerk. Na época foi socorrido por sua esposa e cinco de seus seis filhos, o mais velho deles, Dirck Janszoon que o sucedeu como organista da Oude Kerk.